# Lindera kwangtungensis
Lindera kwangtungensis är en lagerväxtart som först beskrevs av H. Liu, och fick sitt nu gällande namn av C.K. Allen. Lindera kwangtungensis ingår i släktet Lindera och familjen lagerväxter. Inga underarter finns listade i Catalogue of Life.